# Gymnochanda
Gymnochanda és un gènere de peixos pertanyent a la família dels ambàssids.

## Taxonomia
- Gymnochanda filamentosa (Fraser-Brunner, 1955)[2]
- Gymnochanda flamea (Roberts, 1994)[3]
- Gymnochanda limi (Kottelat, 1995)[4][5][6][7][8][9][10]